# Bruten vinge
"Bruten vinge" är en sång från 2003 av den svenske musikern Ola Magnell. Den finns med på hans elfte studioalbum Vallmoland (2003).
Låten spelades in Februari–mars 2003, Satellite Studio och producerades av Lalla Hansson och Benneth Fagerlund.
Hansson tolkade låten för tributalbumet Påtalåtar - en hyllning till Ola Magnell (2005) och inkluderade den även på albumet Fabulous Forty (2006). Den finns också med på samlingsalbumet Visfestivalen Västervik 2007 (2007).
Magnell framförde låten i Bingolotto den 27 september 2003.

## Medverkande
- Ola Magnell – sång, gitarr

### Fotnoter
1. 1 2 3  ”Ola Magnell”. Svensk mediedatabas. Arkiverad från originalet den 25 juli 2014. https://web.archive.org/web/20140725171117/http://smdb.kb.se/catalog/search?q=ola%20magnell&sort=OLDEST. Läst 26 januari 2013.
2. ↑  ”Vallmoland”. Magnell.nu. http://www.magnell.nu/diskografi/vallmoland-1525790. Läst 26 januari 2013.